# هوانغ زينغيو
هوانغ زينغيو (بالصينية: 黄政宇) (24 يناير 1997 بغوانزو في الصين - ) هو لاعب كرة قدم صيني في مركز الدفاع.

## روابط خارجية
- هوانغ زينغيو على موقع قاعدة بيانات كرة القدم.إي يو (الإنجليزية)
- هوانغ زينغيو على موقع Soccerway.com (الإنجليزية)